# Николаевка (Горшеченский район)
Николаевка — деревня в Горшеченском районе Курской области России. Входит в состав Быковского сельсовета.

## География
Деревня находится в восточной части Курской области, в лесостепной зоне, в пределах юго-западной части Среднерусской возвышенности, на расстоянии примерно 16 километров (по прямой) к северо-западу от посёлка городского типа Горшечное, административного центра района. К югу от Дарьевки проходит автотрасса федерального значения Р298. Абсолютная высота — 199 метров над уровнем моря.
Часовой пояс
Деревня Николаевка, как и вся Курская область, находится в часовой зоне МСК (московское время). Смещение применяемого времени относительно UTC составляет +3:00.

## Население
| 2002 | 2010 |
| ---- | ---- |
| 0    | →0   |